# Responsabilità patrimoniale
La responsabilità patrimoniale del debitore poggia sulla previsione dell'art. 2740 del codice civile italiano, a tenore del quale il debitore risponde delle sue obbligazioni con tutti i suoi beni, presenti e futuri: il suo patrimonio è dunque in soggezione rispetto al diritto del creditore di soddisfare i suoi crediti a mezzo dell'esecuzione forzata. Il diritto del creditore sul patrimonio del debitore è quindi un diritto potestativo espropriativo, che non ha limiti teorici di durata: esiste un termine di prescrizione del credito, ma avviata l'azione esecutiva, il pignoramento del 20% massimo del reddito disponibile può protrarsi "a vita". Il patrimonio del debitore è allora posto dalla legge a garanzia dei crediti: si parla così di garanzia patrimoniale o di garanzia generica, in modo da distinguerla dalle garanzie specifiche fondate su vicende reali o personali peculiarmente poste a tutela dell'adempimento.

## Ambito e limiti
La responsabilità patrimoniale non può essere esclusa, ma solo limitata, e le limitazioni sono possibili nei soli casi previsti dalla legge.
Un primo gruppo di limiti legali alla responsabilità patrimoniale è previsto rispetto alla natura o alla funzione dei beni che possono costituire il patrimonio del debitore: si fa riferimento, in questo senso, a beni e crediti che le norme processuali considerano assolutamente o relativamente impignorabili (mezzi di lavoro, cose e diritti con funzione alimentare, cose di prevalente valore morale o personale, crediti di lavoro), cui vanno aggiunte ipotesi specifiche contenute nella legge fallimentare e nel codice civile.
Non sono espropriabili neppure i beni pubblici demaniali o facenti parte del patrimonio indisponibile dello Stato e delle Regioni, e quelli destinati allo svolgimento di funzioni pubbliche. Fondamento della impignorabilità è una valutazione normativa che ritiene da preferire, per i casi esposti, il diritto del debitore a conservare il bene rispetto a quello del creditore ad essere soddisfatto.
Altra categoria di limiti alla responsabilità patrimoniale si rinviene nelle previsioni a favore dell'erede, del legatario e del donatario, contenute in norme ispirate dalla necessità per la quale questi soggetti devono poter limitare il loro impegno debitorio che nasce dalla vicenda successoria al solo attivo ricevuto. Si avvantaggiano di queste previsioni l'erede che accetta la delazione con beneficio d'inventario, il legatario ed il donatario che sono tenuti all'adempimento di modi.
Non sono ammesse limitazioni negoziali alla responsabilità patrimoniale: patti di tal genere sarebbero nulli, in quanto l'articolo 2740 II comma, stabilendo proprio la non limitabilità in via negoziale della responsabilità patrimoniale, pone una norma imperativa che comporta la nullità di ogni deroga volta a sottrarre in tutto o in parte beni alla garanzia generica. La nullità colpisce anche pattuizioni limitative ad effetti obbligatori, perché comunque sono in grado di alterare la funzione della previsione normativa ora ricordata.
Una deroga alla responsabilità patrimoniale è poi apportata dai vincoli di destinazione, cioè vincoli che destinano uno o più beni ad una data finalità, sottraendoli così all'esecuzione forzata esperita dai creditore del predisponente: la loro costituzione deve quindi aver luogo solo nei casi previsti dalla legge(sono i casi del fondo patrimoniale della famiglia, dei fondi speciali di previdenza ed e assistenza, e del negozio di destinazione, recentemente introdotto nel nostro ordinamento con l'articolo 2645 ter del codice civile). 
Ulteriore deroga alla responsabilità patrimoniale di cui all'art. 2740 del c.c. sono i trust di cui alla Legge 364 del 1989 di ratifica della Convenzione dell'Aja sul riconoscimento degli effetti dei trust del 1º luglio 1985.

## Par condicio creditorum
Ex articolo 2741 I comma, i creditori hanno pari diritto di soddisfarsi sui beni del debitore, fatte salve le cause legittime di prelazione: la cosiddetta par condicio creditorum regola quindi la posizione dei creditori nell'esecuzione forzata, ponendo il principio per il quale tutti concorrono sullo stesso piano, a prescindere dalla causa e dalla data di origine del loro credito. Il pari trattamento non è derogabile dall'autonomia privata: una pattuizione di stampo derogatorio sarebbe nulla. Cause legittime di prelazione (le sole capaci di alterare il meccanismo della par condicio) sono il pegno, l'ipoteca ed il privilegio.
Circa l'oggetto della garanzia patrimoniale, la norma dell'articolo 2740 I comma significa che il debitore risponde delle sue obbligazioni con tutti i beni di cui è titolare al momento in cui il creditore agisce in via esecutiva, perciò i beni che fuoriescono dal suo patrimonio prima dell'esecuzione non possono essere assoggettati all'esecuzione forzata. Tuttavia, eventuali atti di alienazione saranno opponibili ai creditori solo quando, anteriormente al pignoramento, siano stati correttamente assolti gli oneri formali a tal fine previsti (come ad esempio la trascrizione).
Questo perché l'interesse del debitore a disporre dei propri beni è prevalente rispetto a quello dei creditori alla loro soddisfazione. Il rapporto tra questi interessi però si capovolge, e diventa primario quello dei creditori al loro soddisfacimento, quando l'attività o l'inerzia del debitore pregiudicano gravemente le possibilità del creditore di veder realizzato il proprio diritto. In questi casi, allora, soccorreranno i mezzi di conservazione della garanzia patrimoniale, ovvero l'azione surrogatoria, l'azione revocatoria, ed il sequestro conservativo.